# 尤卡·佩尔托拉
尤卡·佩尔托拉（芬蘭語：Jukka Peltola，1987年8月26日—），芬兰男子冰球运动员，场上位置是前锋。他曾代表芬兰国家队参加2018年冬季奥林匹克运动会冰球比赛，获得第六名。